# Batalla de Mursa
La Batalla de Mursa fue un enfrentamiento militar librado en el 258 o 260 entre las fuerzas leales al emperador romano Galieno y las del usurpador Ingenuo, acabando con la victoria del primero.

## Antecedentes
Según Aurelio Víctor, Ingenuo parece haber sido el gobernador de la Panonia Superior y su rebelión parece haber coincidido con un conflicto entre el Imperio y los marcomanos. Según Eutropio, se convirtió en un emperador rival del oficial. Para la Historia Augusta, cuando los sármatas atacaron al Imperio el emperador Galieno no hizo nada para defender la frontera. Esto llevó a las legiones de Mesia a proclamar como emperador a Ingenuo, quien era gobernador de Panonia y cuyas legiones secundaron el alzamiento, siendo considerado el único capaz de enfrentar la invasión. Zonaras también afirma que el usurpador lideró una rebelión que estalló en Mesia.
El ejército imperial probablemente marchó desde Aquileia hacia el noroeste a Poetovio y luego a Mursa, mientras que los rebeldes debieron salir de Sirmio siguiendo el Danubio al oeste, hacia Cibalis y finalmente a Mursa.

## Fecha
Al interpretar la información de la Historia Augusta, la proclamación de Ingenuo debió suceder hacia 258, sin embargo, cuando se analiza a Aurelio Víctor su rebelión debió ocurrir después de la derrota del emperador Valeriano, hacia 260.

## Combate
Syvänne teoriza que el ejército imperial debía componerse de unos 30 000 a 40 000 jinetes, con una primera línea de vexillationes de caballería legionaria a la izquierda, foederati germanos y sármatas en el centro y jinetes dálmatas illyrikiani a la derecha, más una reserva formada por optimates y mauros. Al frente, los rebeldes tendrían una fuerza de 50 000 a 60 000 infantes y jinetes organizada de forma similar, centro y alas. Según la historiadora rusa Yulia Konstantinovna Kolosovskaya, las fuerzas del emperador debían incluir las vexillationes de unas 17 legiones diferentes.
Al parecer, el emperador y strategos Galieno trajo un importante tón hippón, «cuerpo de caballería» morisca al mando del hipparchón gennaiós, «comandante de caballería», e hypostrategos, «segundo al mando», Aureolo. Poco se sabe del combate en sí, aunque es probable que el emperador utilizara a su nueva caballería, aprovechando las amplias llanuras de la región de Sirmio o Mursa. El historiador finlandés Ilkka Syvänne considera que probablemente fue en esta última.
Según Syvänne, Aureolo habría mandado la primera línea con el legado Domiciano a cargo de la izquierda y Claudio de la derecha. Acorde a Zonaras, Galieno utilizó su caballería para destrozar las filas rebeldes y luego perseguir a los dispersos, lo que Syvänne interpreta que los jinetes imperiales rompieron a las filas enemigas al primera ataque. El ejército de Ingenuo no estaba preparado para enfrentar a un mínimo de 15 000 jinetes cargando contra ellos.
Pedro el Patricio afirma que legado Claudio también luchó en la batalla, resultando herido en la cabeza. Cuando el emperador le preguntó a un soldado el motivo de dicha herida, el hombre comparó al joven Claudio con Aquiles, impresionando a Galieno. Syvänne cree que esto puede significar que el principal ataque se concentró en su sector, siendo posible que flanqueara al ejército enemigo. Dicha maniobra no era rara y quizás la caballería imperial flanqueó una o las dos alas rebeldes.

## Consecuencias
Según Eutropio, el usurpador fue vencido y muerto en la batalla. En cambio, Zonaras afirma que logró escapar pero acabó traicionado y asesinado por sus propios guardaespaldas. Otra versión narra la Historia Augusta: Galieno habría llevado a cabo el asedio de una ciudad en Mesia después de vencerlo en batalla y se mostró implacable, masacrando a defensores y civiles. Ingenuo se escapó, pero pronto vio acorralado y se lanzó a un río para morir ahogado.

### Clásica
Cada libro de algún historiador estará referenciado con números latinos y los capítulos y/o párrafos con números indo-arábigos.
- Anónimo. Los Treinta Pretendientes en Historia Augusta (citado como HA). Digitalizado por UChicago. Basado en traducción latín-inglés por David Magie, Cambridge: Harvard University Press, Volumen III de Loeb Classical Library, 1932.
- Aurelio Víctor. Epítome acerca de los Césares. Digitalizado en Roman Emperors Archivado el 8 de noviembre de 2020 en Wayback Machine.. Basado en traducción latín-inglés por Thomas M. Banchich, Canisius College Translated Texts, Núm. 1, Búfalo: Canisius College, 2009.
- Eutropio. Compendio de historia romana. Libro IX. Versión digitalizada en Corpus Scriptorum Latinorum. Basada en traducción latín-inglés por John Selby Watson, Londres: ed. Henry G. Bohn, 1853.
- Pedro el Patricio. Historia (fragmentos). Basada en traducción latín-inglés por Thomas M. Banchich, Routledge, 2015. ISBN 9781317501442. Los fragmentos son citados como “f.”.
- Zonaras. Epítome de historia. Libro XII. Digitalizado en Books Google.. Basado en traducción griego antiguo-inglés por Thomas M. Banchich & Eugene N. Lane, introducción por T. M. Banchich, Routledge, 2009. ISBN 9781134424733.

### Moderna
- De Blois, Lukas (1976). The Policy of the Emperor Gallienus. Leiden: BRILL.
- Demougeot, Émilienne (1969). La formation de l'Europe. Les invasions barbares des origines germaniques à l'avènement de Dioclétien. París: Aubier.
- Drinkwater, John F. (1987). «The Gallic Empire: separatism and continuity in the north-western provinces of the Roman Empire A.D. 260-274». Historia Einzelschriften (52).
- Fitz, Jenö (1966). «Ingenuus et Régalien». Collection Latomus (81).
- Potter, David S. (1990). Prophecy and History in the Crisis of the Roman Empire, A Historical Commentary on the Thirteenth Sibylline Oracle. Oxford: Clarendon Press.
- Rodríguez González, Julio (2005). Diccionario de batallas de la Historia de Roma (753 a. C.-476 d. C.). Madrid: Almena. ISBN 9788494658815.
- Sancho Gómez, Miguel Pablo (2008). «La batalla de Mursa». Guerra y Política en el Imperio Romano de Occidente (337-361). Murcia: Universidad Católica San Antonio de Murcia. pp. 91-119.
- Serguéyev, Iván Pávlovich (1999). Римская империя в III веке нашей эры: Проблемы социально-политической истории. Járkov: Maidan. Traducido del ruso su título es «Imperio romano en el siglo III. Problemas de historia social y política».
- Syvänne, Ilkka (2019). The Reign of Emperor Gallienus: The Apogee of Roman Cavalry. Yorkshire del Sur: Pen and Sword. ISBN 9781526745224.

- Datos: Q109311933